# Hoàng Tiểu Tinh
Hoàng Tiểu Tinh (sinh tháng 2 năm 1946) là chính khách nước Cộng hòa Nhân dân Trung Hoa và cựu Tỉnh trưởng Chính phủ Nhân dân tỉnh Phúc Kiến.

## Tiểu sử
Người quê ở Phúc Châu, tỉnh Phúc Kiến, Hoàng Tiểu Tinh bắt đầu làm việc vào tháng 9 năm 1969, và gia nhập Đảng Cộng sản Trung Quốc vào tháng 12 năm 1973. Ông từng giữ chức vụ Trưởng ban Công tác Mặt trận thống nhất Thành đoàn Phúc Châu, Bí thư Thành đoàn Phúc Châu, và Phó Bí thư Khu ủy Cổ Lâu kiêm Khu trưởng Khu Cổ Lâu, thành phố Phúc Châu. Tháng 4 năm 1993, ông trở thành Bí thư Địa ủy địa khu Long Nham kiêm Chuyên viên Cơ quan hành chính Địa khu Long Nham (nay là địa cấp thị Long Nham).
Tháng 4 năm 1995, ông được bổ nhiệm làm Phó Tỉnh trưởng tỉnh Phúc Kiến. Ông trở thành Ủy viên Ban Thường vụ Tỉnh ủy Phúc Kiến kiêm Phó Tỉnh trưởng tỉnh Phúc Kiến vào tháng 12 năm 2001. Ông được bầu làm Phó Bí thư Tỉnh ủy Phúc Kiến kiêm Phó Tỉnh trưởng tháng 12 năm 2003. Tháng 12 năm 2004, Hoàng Tiểu Tinh được bổ nhiệm làm quyền Tỉnh trưởng tỉnh Phúc Kiến bởi Ủy ban Thường vụ Đại hội đại biểu nhân dân tỉnh Phúc Kiến khóa X, và vào tháng 1 năm 2005, ông chính thức được bầu giữ chức vụ Tỉnh trưởng Chính phủ Nhân dân tỉnh Phúc Kiến.
Ông là Ủy viên Ban Chấp hành Trung ương Đảng Cộng sản Trung Quốc khóa XVII (2007 - 2012).